# UN/LOCODE
UN/LOCODE(United Nations Code for Trade and Transport Locations)는 유엔 유럽 경제 위원회에서 관리하는 지리적 코드 체계이다. UN/LOCODE는 항구, 철도, 도로의 터미널과 공항, 우편집중국, 국경 통과 지점 등 무역과 교통에 쓰이는 위치에 코드를 부여한다. 1981년 처음 발행시에는 8,000곳의 코드가 포함되어 있었으며, 2015년에는 약 103,000곳의 코드를 포함하고 있다.

## 구조
UN/LOCODE는 5글자로 구성되어 있다. 첫 두 글자는 ISO 3166-1 alpha-2에 정의된 국가 코드이며, 나머지 세 글자는 해당 국가 안에 있는 위치의 코드이다. 알파벳 문자가 권장되나 필요할 경우 숫자는 0과 "O", 1과 "I"의 혼동을 방지하기 위해 0과 1을 제외한 2~9가 사용된다.

## 기존 IATA 공항 코드와의 느슨한 일관성
공항에 대해서는 국가 코드 다음에 오는 세 글자가 IATA 공항 코드와 항상 일치하지는 않는다. IATA 코드와 일치하지 않는 경우에는 UN/LOCODE 표에 IATA 열에 IATA 코드를 별도로 표기한다.

## 공식 UN/LOCODE 표
UN/LOCODE는 표로 배포된다. 각각의 판은 "issue"로 불리며 표의 구조는 다음과 같다.

### 예시
| Ch | LOCODE | Name                  | NameWoDiacritics      | SubDiv | Function | Status | Date | IATA | Coordinates  | Remarks |
| -- | ------ | --------------------- | --------------------- | ------ | -------- | ------ | ---- | ---- | ------------ | ------- |
|    | US NYC | New York              | New York              | NY     | 12345--- | AI     | 0401 |      | 4042N 07400W |         |
|    | DE BER | Berlin                | Berlin                | BE     | 12345--- | AF     | 0207 |      | 5231N 01323E |         |
|    | DE TXL | Berlin-Tegel Apt      | Berlin-Tegel Apt      | BE     | ---4---- | AF     | 9501 |      |              |         |
|    | FR PAR | Paris                 | Paris                 | 75     | 123-5--- | AF     | 9501 |      |              |         |
|    | GB PAR | Par                   | Par                   | CON    | 1------- | AF     | 9501 |      |              |         |
|    | SE GOT | Göteborg              | Goteborg              | O      | 1--45--- | AI     | 0207 | XWL  |              |         |
| =  | SE     | Gothenburg = Göteborg | Gothenburg = Goteborg |        |          |        |      |      |              |         |

- US NYC는 미국의 뉴욕 시를 의미한다. 행정 구역은 뉴욕주이며, 기능은 항구, 철도, 도로, 공항, 우편집중국이다. 좌표는북위 40° 42′  서경 074° 00′  / 북위 40.700°  서경 74.000° 이다.
- DE BER은 독일의 베를린 시이다. 행정 구역은 베를린 주이며, 기능은 항구, 철도, 도로, 공항, 우편집중국이다. IATA 코드는 BER이며 좌표는북위 52° 31′  동경 013° 23′  / 북위 52.517°  동경 13.383° 이다.
- DE TXL 은 베를린 테겔 공항이며 기능은 공항이다.
- FR PAR 은 프랑스의 파리이다. 행정 구역은 프랑스의 파리 주이며 기능은 항구, 철도, 도로, 우편집중국이다.
- GB PAR 은 영국의 Par이다. 행정 구역은 콘월주이며, 기능은 항구이다.
- SE GOT 은 스웨덴의 예테보리이다. 행정 구역은 베스트라예텔란트 주이며, 기능은 항구, 공항, 우편집중국이다. IATA 코드는 공항은 여전히 GOT이지만, 도시 중앙에 있는 철도역의 코드가 XWL이다. 하단에 또다른 이름인 Gothenberg를 표시하는 별도의 참조 항목이 있다.

### 데이터 필드
필드에 나와 있는 공식 순서입니다.

#### Ch (변경 사항)
지난 발행에서 변경 사항은 첫 열에 다음 문자로 표시한다:
X  다음 발행에서 삭제 예정
#  지명의 변경(보통 철자)
¦  항목의 다른 변경 사항 (위치 변경이 아님)
+  이번 발행에서 추가된 항목
=  참조 항목

!  Retained for certain entries in the USA code list ("controlled duplications")

#### Locode
ISO 3166 alpha-2의 국가 코드와 3글자의 위치 코드를 공백으로 구분하여 표시한다.

#### Name
지명은 26자의 알파벳으로 표시하며, 적절하게 ISO 10646-1/1993이나 ISO 8859-1/1987에 따라 발음 구별 부호를 포함할 수 있다.

#### Name Without Diacritics
지명의 발음 구별 부호는 무시되며 추가되는 글자로 변경되어서는 안 된다. 예를 들어 Göteborg는 Goteberg이 되며 Goeteborg, Gothenburg, Gotembourg, 등이 되지 않는다.
다음은 가능하다: L'viv

#### SubDiv (행정 구역)
ISO 3166-2/1998에 포함된 대로 국가의 행정 구역을 숫자 또는 문자로 1~3자로 표기한다. ISO 3166-2 코드의 뒷부분(하이픈 다음 부분)만 표시한다.

#### Function
각각의 기능은 부호로 표시한다:
- 1 = 항구(모든 종류의 수상 교통 수단에 해당)
- 2 = 철도역
- 3 = 도로의 터미널
- 4 = 공항
- 5 = 우편집중국
- 6 = 내륙 컨테이너 터미널/내륙통관기지(ICD) 등
- 7 = 고정된 교통 시설 (예시: 유류 플랫폼). 유류 파이프라인 터미널이 더더욱 합당하고, 전력선 시설 등으로 확장할 수 있음
- B = 국경 통과 기능
- 0 = 기능이 알려지지 않음

#### 상태
항목의 상태를 다음 2글자 부호로 표시한다:
- AA: 국가기관에 의해 승인
- AC: 관세 당국에 의해 승인
- AF: 국가가 설립한 기구에 의해 승인
- AI: 국제기구에서 채택한 코드(IATA 또는 ECLAC)
- AM: UN/LOCODE 관리 기관에 의해 승인

- AQ: 항목이 승인되었으나 기능이 확인되지 않음
- AS: 국가 표준화 기구에 의해 승인
- RL: 알려진 위치 - 위치의 존재와 지명이 기타 참고 자료 등에 따라 확인됨
- RN: 자국의 위치에 대한 신뢰할 수 있는 국가적인 기관의 요청

- RQ: 요청 검토 중

- UR: 사용자 요청에 따라 항목이 추가되었으며, 공식적으로 승인되지 않음
- RR: 요청을 거부
- QQ: 표시한 날짜로부터 본래 항목이 검증되지 않음
- XX: UN/LOCODE 다음 발행에서 항목 제거 예정

#### 날짜
위치가 추가되거나 변경된 시점: 0207은 2002년 7월을, 9501은 1995년 1월을 의미한다.

#### IATA
상호 연동 목적으로, UN/LOCODE 뒷부분과 IATA 코드가 다를 경우 IATA 코드를 표시합니다.

#### Coordinates(좌표)
일부 항목은 데이터베이스에 좌표가 있다. 좌표는 ddmmN/S dddmmE/W 형식으로 표시된다.

#### Remarks
비고란은 어떤 것이 변경되었는지 힌트 등을 제공한다.

## 가용성
UN/LOCODE 표는 UNECE 웹사이트에서 찾아볼 수 있다. UN/LOCODE 코드는 .mdb(MS Access 97-2003), .txt, .csv 형식 등으로도 다운로드할 수 있다.

## 데이터 관리 요청
UN/LOCODE 데이터 관리 요청 시스템은 웹 기반(http://apps.unece.org/unlocode/)으로%5B깨진+링크(과거+내용+찾기)%5D, 등록된 사용자가 새 UN/LOCODE 항목이나 수정 요청을 할 수 있다.

## 발행 이력
범례
+  항목 추가
¦  다른 변경 사항
#  위치에 대한 변동(철자 혹은 다른 변경 사항)
X  다음 발행에서 삭제 예정
| 발행   | 날짜       | 항목   | 변동   | 변동  | 변동  | 변동  | 변동   | 비고 |
| 발행   | 날짜       | 항목   | +      | ¦     | #     | X     | 소계   | 비고 |
| ------ | ---------- | ------ | ------ | ----- | ----- | ----- | ------ | --- |
| 2002-1 | 2002       | 35,460 | 2,503  | 597   | 100   | 24    | 3,224  | 2006-1호에 기반하여 추정할 때 항목은 대략 34,766개로 추정됨                                                        |
| 2002-2 | 2002-07-29 | 36,005 | 1,235  | 252   | 93    | 6     | 1,586  | 2006-1호에 기반하여 추정할 때 항목은 대략 35,977개로 추정됨                                                        |
| 2003-1 | 2002-12-20 | 38,000 | 707    | 523   | 2,779 | 2     | 4,011  | 2006-1호에 기반하여 추정할 때 항목은 대략 36,678개로 추정됨                                                        |
| 2003-2 | 2003-08-01 | 40,000 | 2,402  | 1,099 | 283   | 324   | 4,108  | 2006-1호에 기반하여 추정할 때 항목은 대략 39,078개로 추정됨                                                        |
| 2004-1 | 2004-02-18 | 47,725 | 1,958  | 694   | 208   | 167   | 3,027  | 2006-1호에 기반하여 추정할 때 항목은 대략 40,712개로 추정됨                                                        |
| 2004-2 | 2004-07-27 | 50,000 | 1,707  | 87    | 26    | 5     | 1,825  | 2006-1호에 기반하여 추정할 때 항목은 대략 42,252개로 추정됨                                                        |
| 2005-1 | 2005-02-28 | 50,000 | 2,291  | 196   | 46    | 16    | 2,549  | 2006-1호에 기반하여 추정할 때 항목은 대략 44,538개로 추정됨                                                        |
| 2005-2 | 2005       | 50,000 | 929    | 178   | 55    | 8     | 1,170  | 2006-1호에 기반하여 추정할 때 항목은 대략 45,451개로 추정됨                                                        |
| 2006-1 | 2006-06-09 | 48,553 | 3,110  | 42    | 43    | 11    | 3,206  | |
| 2006-2 | 2007-04-30 | 54,705 | 6,400  | 79    | 15    | 157   | 6,651  | |
| 2007   | 2008-03-20 | 58,875 | 4,327  | 753   | 153   | 24    | 5,257  | |
| 2009-1 | 2009-09-23 | 71,665 | 13,271 | 0     | 0     | 8     | 13,279 | |
| 2009-2 | 2010-02-08 | 76,375 | 4,377  | 347   | 85    | 165   | 4,974  | |
| 2010-1 | 2010-10-29 | 79,973 | 3,800  | 121   | 32    | 55    | 4,008  | |
| 2010-2 | 2010-12-18 | 81,464 | 1,538  | 23    | 0     | 47    | 1,608  | |
| 2011-1 | 2011-09-22 | 82,358 | 567    | 654   | 1,819 | 477   | 3,517  | |
| 2011-2 | 2012-02-28 | 83,287 | 1,655  | 0     | 7     | 0     | 1,662  | loc112sec.pdf: "메인 코드 목록이 이제 84,000 항목을 돌파"                                                          |
| 2012-1 | 2012-09-14 | 88,300 | 5,311  | 495   | 142   | 3     | 5,951  | The loc121txt/loc121sec.pdf: "UN/LOCODE 2012-1은 83,287개 항목을 포함함."                                          |
| 2012-2 | 2013-03-07 |        | 2,299  | 479   | 221   | 116   | 3,115  | The loc122sec.pdf: "메인 코드 목록은 9만 개 항목을 돌파하였으며, 데이터베이스는 총 10만 개 이상의 레코드를 포함함" |
| 2013-1 | 2013-07-05 |        | 4,709  | 503   | 97    | 2,175 | 7,484  | |
| 2013-2 | 2013-12-20 | 95,066 | 1,518  | 1,482 | 36    | 55    | 3,091  | |
| 2015-1 | 2015-07-06 |        | 2,066  | 513   | 34    | 122   | 2735   | |
| 2015-2 | 2015-12-17 |        | 2187   | 531   | 90    | 58    | 2866   | 2015-2 UNLOCCODE SecritariatNotes.pdf: "UN/LOCODE 2015-2 메인 코드 목록은 103,034개 항목을 포함함."                |

## 같이 보기
- IATA 코드별 공항의 목록
- IATA 코드가 부여된 기차역